# Grantley Adams internationella flygplats
Grantley Adams internationella flygplats (GAIA), (IATA: BGI, ICAO: TBPB) är en internationell flygplats i Seawell, Christ Church, Barbados. Flygplatsen är den enda utsedda infartshamnen för personer som anländer och avgår med flyg i Barbados och fungerar som en av de stora portarna till östra Karibien. Den har direktservice till destinationer i USA, Kanada, Centralamerika och Europa. År 2016 var flygplatsen den åttonde mest trafikerade flygplatsen i den karibiska regionen och den tredje mest trafikerade flygplatsen i Små Antillerna efter Queen Beatrix International Airport på Aruba och Pointe-à-Pitre International Airport på Guadeloupe. GAIA förblir också en viktig flyglänk för passagerare på kryssningsfartyg som avgår och anländer till hamnen i Bridgetown och en bas för verksamheten inom det regionala säkerhetssystemet (RSS) och den regionala (karibiska) polisens utbildningscenter.
Flygplatsens tidigare namn var Seawell Airport innan den 1976 döptes om för att postumt hedra den första premiärministern av Barbados, Sir Grantley Herbert Adams. Flygplatsen ligger i Atlantens tidszon (UTC−4:00) och är i World Area Kod region nr 246 (av US Department of Transportation). Den var en bas för numera nedlagda barbadiska flygbolag Caribbean Airways (inte att förväxla med Caribbean Airlines som opererar idag (2021) och REDjet, ägare av charterbolaget West Indies Executive Air och tidigare platsen för flygträningsskolan Coconut Airways.

## Historik
Den första registrerade flygningen till Barbados skedde 1929 på dagens Rockley Golf Course. När det gäller flygtransporter på platsen för dagens anläggning, då känd som Seawell Airport, går historien så långt tillbaka som till september 1938 när ett postplan från KLM Royal Dutch Airlines landade på platsen efter en flygning från Trinidad. På den tiden fanns det bara en gräsremsa som landningsbana. Banan asfalterades en tid senare och 1949 byggdes den första terminalen på platsen, för att ersätta ett skjul som användes.
Under 1960-talet blev den östra flygbanan strax sydost om flygplatsbyggnaden känd som Paragon. Detta område blev den första basen för ett "High Altitude Research Project" känt som Project HARP. Projekt HARP sponsrades gemensamt av McGill University i Kanada och USA:s militär.
I mitten av oktober 1983 blev den civila internationella flygplatsen skådeplats för intensiv militär aktivitet. Då erbjöd premiärminister Tom Adams, son till flygplatsens eponym, användning av anläggningen till den amerikanska militären som ett främre uppställnings- och stödområde för de olika amerikanska flygplan som sattes in från fastlandet i Operation Urgent Fury. Flygplatsen blev också ett presscenter för mer än 300 internationella journalister som hade skickats ut av sina organisationer för att rapportera om den överraskande multinationella interventionen på grannön Grenada. Den yngre Adams spelade en viktig ledarroll i att samla stöd bland engelsktalande karibiska nationer för operationen för att återställa demokratin och rättsstatsprincipen på Grenada efter en intern ledarskapskonflikt som utvecklats till politiska mord och civila blodsutgjutelser.
Även 1983 fick den USA-ledda invasionen av Grenada USA att ingå ett annat avtal med Barbados. Som en del av affären utökade USA en del av den nuvarande flygplatsinfrastrukturen, vilket förberedde Grantley Adams flygplats att användas som bas. Som en del av planen för att upprätthålla varaktig stabilitet i Grenada, hjälpte USA till med upprättandet av det regionala säkerhetssystemet (RSS) vid den östra Grantley Adams flygbana. RSS var (och är fortfarande) en säkerhetsenhet inriktad på att tillhandahålla säkerhet för östra Karibien.
Grantley Adams International Airport, som den kallas idag, hanterar de flesta stora flygplan såsomBoeing 747. Flygplatsen var en av en handfull destinationer där British Airways Concorde-flygplan gjorde regelbundna flygningar (och fick underhåll). Flygtiden för Concorde från Storbritannien till Barbados var mindre än 4 timmar. Det första Concorde-besöket till Barbados skedde 1977 för drottning Elizabeth II:s 25-årsdag som drottning. Under 1980-talet återvände Concorde för kommersiella flygningar till Barbados och flög därefter till Barbados under den hektiska vintersäsongen.

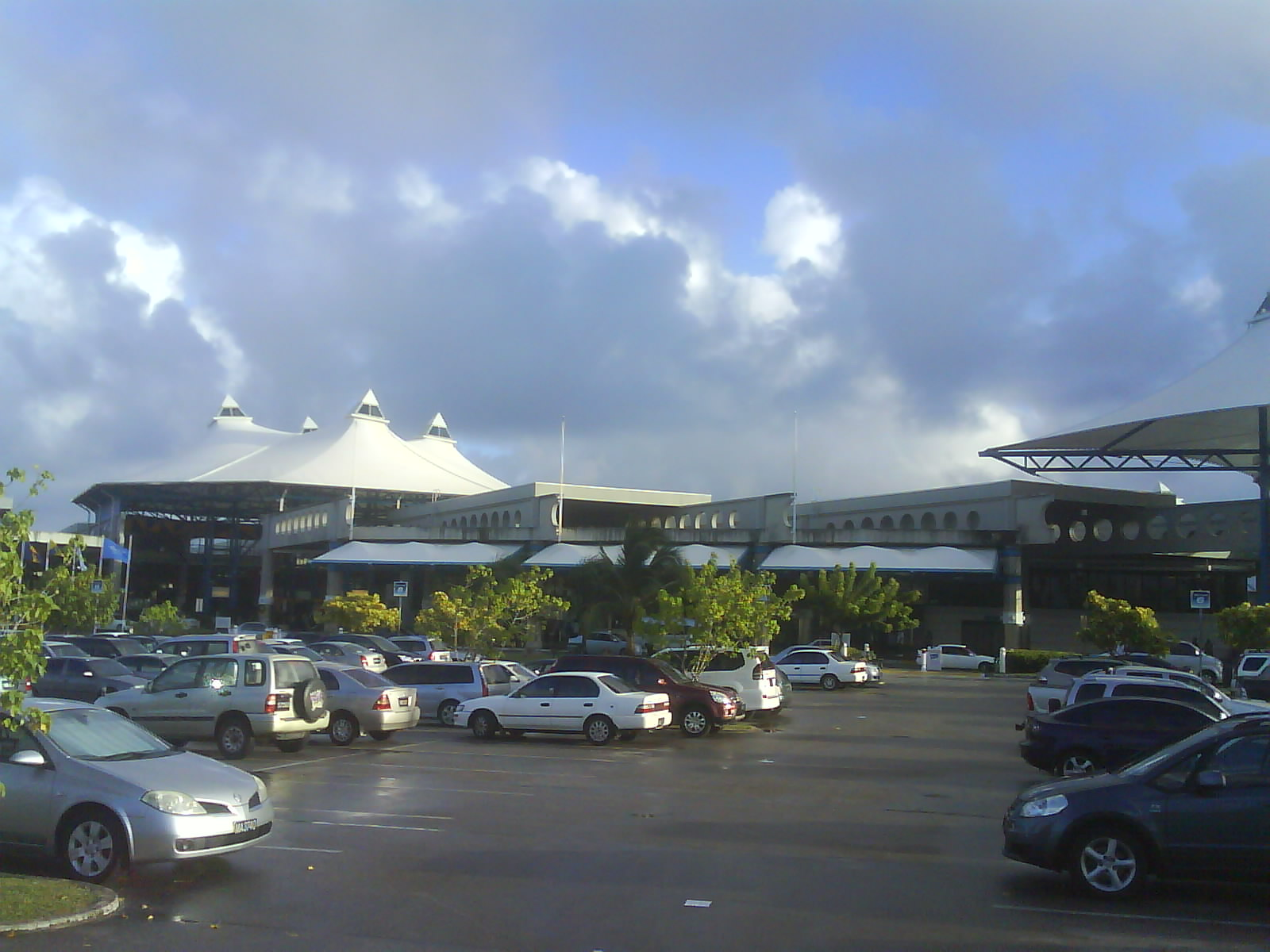
Den renoverade terminalen.

Sedan Grantley Adams International Airport hade blivit en relativt upptagen flygplats för en så liten ö och baserat på en förväntad ökning av framtida flygtrafik påbörjade Barbados regering efter sekelskiftet ett program på 100 miljoner USD för att förnya flygplatsens infrastruktur.

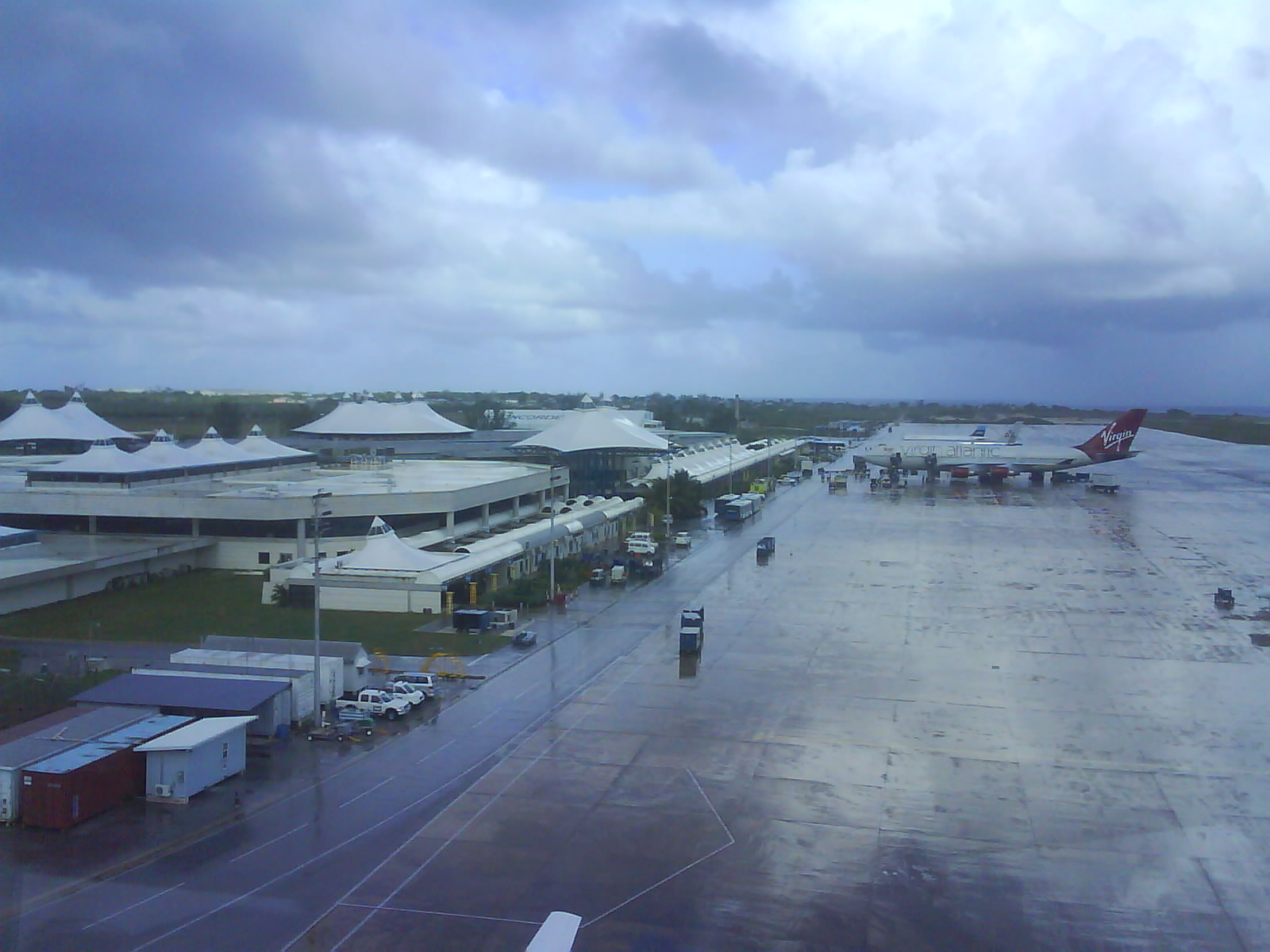
Ankomst- och avgångsterminaler

Efter utbyggnadsprojektet flyttades flygplatsens ankomstanläggning till en separat ny byggnad på 6 500 kvadratmeter i anslutning till den tidigare strukturen. Detta gjorde att avgångsområdet kunde uppta mycket av den tidigare delade hallen. Den nya ankomstterminalen byggdes med fem stora bagagekaruseller, tillsammans med tull- och immigrationsfönster.

## Flygbolag och destinationer
| Flygbolag              | Destinationer |
| ---------------------- | --- |
| Aer Lingus             | Säsong: Manchester (UK) |
| Air Antilles           | Antigua, Castries, Dominica–Douglas-Charles, Fort-de-France, Pointe-à-Pitre                                                                                      |
| Air Canada             | Toronto–Pearson Säsong: Montréal–Trudeau |
| American Airlines      | Charlotte, Miami |
| British Airways        | London–Heathrow Säsong: London–Gatwick |
| Caribbean Airlines     | Antigua, Castries, Dominica–Douglas-Charles, Georgetown–Ogle, Grenada, Kingston–Norman Manley, Port of Spain, St. Kitts, St. Maarten, St. Vincent–Argyle, Tobago |
| Cayman Airways         | Grand Cayman |
| Condor                 | Frankfurt Säsong Charter: Dusseldorf |
| Conviasa               | Caracas, Porlamar |
| Copa Airlines          | Panama City–Tocumen |
| Discover Airlines      | Säsong: Frankfurt |
| Fly All Ways           | Georgetown–Cheddi Jagan, Kingston–Norman Manley, Paramaribo |
| InterCaribbean Airways | Antigua, Castries, Dominica–Douglas-Charles, Georgetown–Cheddi Jagan, Grenada, St. Kitts, St. Vincent–Argyle                                                     |
| JetBlue                | Boston, New York–JFK |
| LIAT                   | Antigua, Castries, Dominica–Douglas-Charles, Grenada, St. Vincent–Argyle, Tortola                                                                                |
| Maleth-Aero            | Säsong Charter: London-Gatwick, Manchester (UK) |
| Mustique Airways       | Bequia, Canouan |
| Norse Atlantic Airways | Säsong: London–Gatwick (begins 1 December 2023) |
| SVG Air                | Bequia, Union Island |
| TUI Airways            | Säsong: Birmingham, Bristol, Cardiff, Glasgow, London–Gatwick, Manchester (UK), Newcastle upon Tyne                                                              |
| United Airlines        | Newark, Washington–Dulles |
| Virgin Atlantic        | Grenada, London–Heathrow, Manchester (UK), St. Vincent–Argyle |
| WestJet                | Toronto–Pearson |